# 達米安·里安
戴米恩·李昂尼（英語：Damien Leone，1982年1月29日—），美國電影導演、編劇和製片人，以編劇和導演《駭靈夜》、《劊樂小丑》及其續集而聞名，每部電影都以他的原創角色——小丑亞特為主角。

## 職業生涯
2016年，《劊樂小丑》上映。該片由李昂尼編劇並執導，最終成為一部邪典電影，並讓他獲得了瘋哥利牙鏈鋸獎最佳限量發行影片及最佳特效化妝提名。
2022年，同樣由李昂尼編導的續集《劊樂小丑2》上映後獲得了影評界的好評，並在票房上取得成功，以僅25萬美元的預算創下超過1500萬美元的票房。李昂尼憑藉《劊樂小丑2》再次獲得了瘋哥利牙鏈鋸獎最佳限量發行影片及最佳化妝效果提名，並最終獲得該獎項。
隨後，李昂尼宣布他正在籌備《劊樂小丑3》以及即將上映的電影《奪命假期》。

## 作品列表
| 年份 | 影片                   | 導演 | 編劇 | 製片 | 剪輯 | 化妝／特效 | 備註                 | 來源          |
| ---- | ---------------------- | ---- | ---- | ---- | ---- | ---------- | -------------------- | ------------- |
| 2005 | 《愛》（英語：Love）       | 否   | 否   | 否   | 否   | 是         |                      | [ 12 ]        |
| 2008 | 《第九圈》（英語：The 9th Circle）   | 是   | 是   | 是   | 否   | 是         | 短片；小丑亞特初登場 |               |
| 2011 | 《劊樂小丑》 | 是   | 是   | 是   | 是   | 是         | 短片                 | [ 13 ]        |
| 2013 | 《駭靈夜》             | 是   | 是   | 否   | 是   | 是         | 多段式電影           | [ 14 ] [ 15 ] |
| 2015 | 《科學怪人大戰木乃伊》 | 是   | 是   | 否   | 是   | 是         |                      | [ 16 ] [ 17 ] |
| 2015 | 《笑面殺手》（英語：Laugh Killer Laugh） | 否   | 否   | 否   | 否   | 是         |                      | [ 12 ]        |
| 2015 | 《駭靈夜2》            | 否   | 否   | 是   | 否   | 否         | 多段式電影           | [ 18 ]        |
| 2016 | 《劊樂小丑》           | 是   | 是   | 是   | 是   | 是         |                      | [ 19 ]        |
| 2022 | 《劊樂小丑2》          | 是   | 是   | 是   | 是   | 是         |                      | [ 20 ]        |
| 2024 | 《奪命假期》           | 否   | 否   | 是   | 否   | 是         |                      | [ 21 ] [ 22 ] |
| 2024 | 《劊樂小丑3》          | 是   | 是   | 是   | 是   | 是         |                      | [ 8 ] [ 9 ]   |

## 榮譽
| 年份 | 頒獎典禮                          | 獎項             | 作品                    | 結果 | 來源   |
| ---- | --------------------------------- | ---------------- | ----------------------- | ---- | ------ |
| 2011 | 震驚影展（英語：ShockerFest）                | 觀眾票選獎       | 《劊樂小丑》  | 獲獎 |        |
| 2012 | 驚魂夜影展                        | 最佳「刑房」影片 | 《劊樂小丑》  | 獲獎 |        |
| 2015 | 蘭道·哈頓經典恐怖獎               | 最佳獨立影片     | 《科學怪人大戰木乃伊》  | 提名 |        |
| 2019 | 瘋哥利牙鏈鋸獎                    | 最佳限量發行影片 | 《劊樂小丑》            | 提名 | [ 3 ]  |
| 2019 | 瘋哥利牙鏈鋸獎                    | 最佳化妝特效     | 《劊樂小丑》            | 提名 | [ 3 ]  |
| 2022 | 大紐約西區影評人協會獎 （英語：Greater Western New York Film Critics Association Awards） | 突破導演獎       | 《劊樂小丑2》           | 提名 | [ 23 ] |
| 2023 | 瘋哥利牙鏈鋸獎                    | 最佳限量發行影片 | 《劊樂小丑2》           | 獲獎 | [ 7 ]  |
| 2023 | 瘋哥利牙鏈鋸獎                    | 最佳化妝特效     | 《劊樂小丑2》           | 獲獎 | [ 7 ]  |

## 外部連結
- 在AllMovie上達米安·里安的頁面（英文）
- 達米安·里安在互联网电影资料库（IMDb）上的資料（英文）
- TCM电影资料库上戴米恩·李昂尼的资料（英文）